# Corey Graves
Corey Graves, pseudonimo di Matthew Polinsky (Pittsburgh, 24 febbraio 1984), è un ex wrestler e personaggio televisivo statunitense, sotto contratto con la WWE, dove svolge il ruolo di telecronista di SmackDown.
In WWE ha vinto una volta il 24/7 Championship e una volta l'NXT Tag Team Championship insieme ad Adrian Neville.

## Carriera

### Gli esordi (2000–2003)
Matthew Polinsky debutta il 22 marzo 2000 contro Orion nella NWA East/Pro Wrestling eXpress prima di approdare nella International Wrestling Cartel nel 2002, dove debutta sconfiggendo nientemeno che CM Punk. Keenan vince il suo primo titolo in federazione, l'IWC Heavyweight Championship il 1º novembre 2003, sconfiggendo Dennis Gregory.

### Circuito indipendente (2003–2010)
Keenan fa il suo debutto per la One Pro Wrestling durante lo show inaugurale nell'ottobre 2003, sconfiggendo D'Lo Brown. Keenan fa poi squadra con Abyss in una storyline nel quale Keenan controllava la bestia, che era interpretata da Abyss. Successivamente però, Abyss si ribella a Keenan in diverse occasioni anche se i due vincono un Tag Team Match a No Turning Back Night Two contro Sabu e Ulf Herman a inizio 2006. Keenan viene poi eliminato da un torneo che decretava il nuovo campione da AJ Styles e così fa da manager ad Abyss nel suo match contro Herman. Poi, Keenan sfida 2 Cold Scorpio a All Or Nothing Night 2 dove a vincere è Scorpio. Dopo il match, quest'ultimo offre la mano a Keenan che però non l'accetta e attacca Scorpio. A 1PW Resurrection, Keenan perde un match valido per l'NWE Heavyweight Championship contro Romeo Roselli per squalifica, usando la cintura per colpire Roselli. Successivamente, Keenan ha la sua opportunità di conquistare l'1PW Championship in un Fatal 4-Way Elimination Match ma perde, venendo eliminato per ultimo dal campione Ulf Herman. Poi, Keenan ha l'opportunità di conquistarlo in un match singolo ma perde ancora dopo un Roll-Up. Riesce poi a vincere il titolo all' 1PW's Second Anniversary, in uno Steel Cage Match.
Keenan fa il suo debutto nella Pro Wrestling Zero nel 2007, dove sfida e sconfigge Mr. Wrestling III e Steve Corino vincendo lo Zero 1 United States Heavyweight Championship. Inizia poi una faida con Dr. X per il titolo contro il quale lo perde il 15 marzo 2008, tuttavia Keenan riconquista il titolo il 9 maggio. Lo perde definitivamente il 1º giugno.

### WWE (2010–presente)

#### Florida Championship Wrestling (2010–2012)
Nell'agosto 2010, Polinsky firma un contratto di sviluppo con la WWE e viene mandato in FCW per allenarsi ulteriormente. Fa il suo debutto nei tapings del 1º settembre con il ring name di Corey Graves, dove viene sconfitto da Erick Rowan. Combatte ancora nei tapings del 13 ottobre, perdendo un altro match contro Leakee. Il 3 novembre, ha l'opportunità di conquistare gli FCW Florida Tag Team Championship in coppia con Colin Cassady ma i due vengono battuti dai campioni CJ Parker e Donny Marlow. Due settimane dopo, perde nuovamente in un 6-man tag team match insieme a Derrick Bateman e Rick Victor contro il trio formato da Titus O'Neil, Percy Watson e CJ Parker. Nel primo show del 2012, Graves prende parte ad un 8-man tag team match in squadra con Colin Cassady, Nick Rogers e Peter Orlov perdendo contro la squadra opposta formata da Dante Dash, Marcus Owens, Kevin Hackman e Jason Jordan. Il 12 gennaio, fa coppia con Eli Cottonwood e i due sconfiggono i campioni di coppia Brad Maddox e Briley Pierce. Il 2 febbraio, batte CJ Parker per sottomissione. Al Kissimmee Show del 2 marzo, fa coppia col debuttante Aiden English, ma vengono sconfitti da Kevin Hackman e Mike Dalton. Il giorno dopo, allo Show di Lake City, prende parte ad un altro match di coppia stavolta insieme a Brad Maddox, ma viene di nuovo sconfitto per squalifica da Dante Dash e Garrett Dylan. Nei tapings del 15 marzo, a sorpresa, sconfigge Husky Harris e Bo Rotundo assieme a Jake Carter e conquista i titoli di coppia. Il 21 marzo, insieme a Damien Sandow e Jake Carter, perde contro Mike Dalton, Kenneth Cameron e Rick Victor. Otto giorni dopo, però, lui e Carter battono Richie Steamboat e Xavier Woods al Tampa Show. Nei tapings del 4 aprile, Graves e Carter difendono con successo le loro cinture dall'assalto di CJ Parker e Mike Dalton e in quelli del 26, da quello portato da Conor O'Brian e Kenneth Cameron. Il 3 maggio, perdono un No-Titles match contro Bo Rotundo e Seth Rollins e, la settimana seguente, perdono anche un Tag Team Turmoil match in favore di Rotundo e Rollins nel quale erano compresi Conor O'Brian e Kenneth Cameron. Nei tapings del 24 maggio, perdono contro Mike Dalton e Xavier Woods e in quelli del 7 giugno, difendono le corone dall'assalto di Dalton e CJ Parker. Perdono i titoli il 15 giugno ad un evento a Palatka, Florida, contro Leakee e Mike Dalton. Cinque giorni dopo, Carter e Graves non riescono a riconquistare le cinture. Dopo aver perso un 6-man tag team match insieme Big E Langston, Graves si allea con quest'ultimo e tradisce Carter e i due combattono contro il 19 luglio, dove Langston e Graves sconfiggono Carter in un Handicap Match. Trova un nuovo alleato in Judas Devlin, con il quale, a Bull Bash VI, sconfigge Briley Pierce e CJ Parker

#### NXTe commentatore (2012–presente)
Il 4 luglio, Graves Carter fanno il loro esordio in WWE durante la puntata di NXT, sconfiggendo facilmente CJ Parker e Nick Rogers. Graves si ripresenta però in singolo ad NXT, combattendo il 14 novembre, sconfiggendo Oliver Grey. Nell'edizione del 5 dicembre, batte la Superstar di SmackDown Yoshi Tatsu. Nella prima puntata del 2013, Graves ottiene un match per l'NXT Championship contro Seth Rollins, ma non riesce a vincere. Nell'edizione del 6 marzo, Graves affronta Bo Dallas e Conor O'Brian in un Triple Threat Match valido per lo status di primo sfidante al titolo NXT, vinto da O'Brian. Il 5 giugno, ha l'opportunità di conquistare i titoli di coppia NXT detenuti da Luke Harper ed Erick Rowan, insieme a Kassius Ohno ma gli sfidanti perdono l'incontro. Lo conquista insieme ad Adrian Neville il 17 luglio. I due iniziano poi una rivalità contro i rinati Ascension, formati da Conor e Victor, perdendo contro i due "vampiri" i titoli di coppia NXT nella puntata del 2 ottobre. Il 9 ottobre perdono anche la rivincita contro gli Ascension, e dopo il match Graves effettua un turn heel e attacca il suo compagno Neville, che sconfigge per sottomissione nella seguente puntata di NXT. Due settimane dopo affronta ancora Neville, ma questa volta perde in un 2 out of 3 falls match.
Durante il pre-show di NXT TakeOver (R)Evolution, lo stesso Graves annuncia il ritiro dal wrestling a causa di un grave trauma cervicale.
Dopo il ritiro, ricopre il ruolo di commentatore di NXT e di Monday Night Raw ed è il conduttore del pre-show di Raw. il 28 gennaio 2017, durante NXT TakeOver: San Antonio, Graves annuncia il suo addio allo show giallo, dedicandosi solo al commento di Raw e WWE 205 Live. Il 4 settembre la WWE ha annunciato che Graves sarà, a partire dalla puntata di SmackDown del 5 settembre, il nuovo telecronista dello show in sostituzione di JBL, specificando inoltre che continuerà ad essere anche al commento di Raw e che verrà a sua volta sostituito da Nigel McGuinness a 205 Live.

## Personaggio

### Mosse finali
- MK Ultra (Back to belly piledriver)
- Lucky 13/13th Step (Inverted figure-four leglock)

### Soprannomi
- "The Super Analist"
- "The Unreal Human"

## Titoli e riconoscimenti
- Absolute Intense Wrestling
  - AIW Absolute Championship (1)

- Ballpark Brawl
  - Natural Heavyweight Championship (1)

- Far North Wrestling
  - FNW Heavyweight Championship (2)

- Florida Championship Wrestling
  - FCW Florida Tag Team Championship (1) – con Jake Carter

- Funkin' Conservatory
  - FC Tag Team Championship (2) – con Caylen Croft

- International Wrestling Cartel
  - IWC Heavyweight Championship (3)
  - IWC Super Indy Championship (4)

- National Wrestling Alliance
  - NWA North American Tag Team Championship (1) – con Brandon K
  - NWA East Heavyweight Championship (1)
  - NWA East Tag Team Championship (2) – con Mad Mike

- One Pro Wrestling
  - OPW Heavyweight Championship (1)

- Pro Wrestling ZERO
  - Zero-One United States Heavyweight Championship (2)

- Renegade Wrestling Alliance
  - RWA Heavyweight Championship (1)

- Pro Wrestling Illustrated
  - 118º tra i 500 migliori wrestler singoli nella PWI 500 (2013)

- WWE
  - NXT Tag Team Championship (1) – con Adrian Neville
  - WWE 24/7 Championship (1)